# George Chambers
George Michael Chambers (ur. 4 października 1928 w Port-of-Spain, zm. 4 listopada 1997 w Port-of-Spain) – trynidadzko-tobagijski polityk, drugi premier tego kraju od 30 marca 1981 do 18 grudnia 1986, członek Ludowego Ruchu Narodowego.